# Dicliptera
- Commons
- Wikispecies

Dicliptera Juss., segundo o Sistema APG II, é um gênero botânico da família Acanthaceae, natural das regiões quentes e tropicais do mundo.

## Sinonímia
- Brochosiphon Nees
- Dactylostegium Nees

## Espécies
- Dicliptera abuensis
- Dicliptera aculeata
- Dicliptera acuminata
- Dicliptera adusta
- Dicliptera albicaulis
- Dicliptera mucronifolia
- «Lista das espécies»

## Nome e referências
Dicliptera Juss. , 1807.

## Classificação do gênero
| Sistema | Classificação                       | Referência            |
| ------- | ----------------------------------- | --------------------- |
| APG II  | Ordem Lamiales, família Acanthaceae | APweb, versão 9, 2008 |